# Euphorbia meenae
Euphorbia meenae är en törelväxtart som beskrevs av Susan Carter. Euphorbia meenae ingår i släktet törlar, och familjen törelväxter. Inga underarter finns listade i Catalogue of Life.